# 構成要件
構成要件（こうせいようけん、独：Tatbestand、英: Elements）とは、刑罰法規によって定義された犯罪行為の類型とされているものである。

## 解説
構成要件とは、法律効果を発生させる前提と考えられるものであり、民法でいうところの「法律要件」のことを指すものである。これに対応する意味で用いれば、刑罰法規が類型化した犯罪行為の型のことをいう。
もっとも、刑法学上で構成要件という概念が重要な意味を持つのは、刑法各論で議論されるそれぞれの刑罰法規が類型化した各種の犯罪行為を解釈して導き出された、刑法総論で議論される犯罪の一般的成立要件となるからである。
したがって、構成要件の定義は、その学説がよって立つ解釈により異なる。
構成要件論とは、構成要件に該当することを犯罪の一般的成立要件の一つとした上で、これを犯罪論の中心的概念とすることで、犯罪論体系の構成を強固にするとともに、刑法総論と刑法各論の結びつきを密接なものにしようとする理論である。
構成要件論は、1906年に、ドイツの刑法学者エルンスト・ベーリングが提唱し、M・E・マイヤー、メツガーによって発展した理論である。
日本では、構成要件論は、昭和初期に小野清一郎、瀧川幸辰によってほぼ同時期に紹介されたが、日本の刑法の条文上は構成要件という用語はなく、理論上の概念である。
罪刑法定主義の観点から、構成要件は、条文に一般人が認識可能な形で定められていなくてはならないとされる。ただし、刑法の謙抑性の立場から、法の適用を限定するものについては法令に規定されず判例で認められるものがあり、これを記述されざる構成要件要素という。

## 構成要件の機能
- 罪刑法定主義的機能 - 処罰される行為を明示する機能
- 犯罪個別化機能 - 成立し得る犯罪の罪名を明らかにする機能
- 違法推定機能－構成要件に該当する行為は原則として違法であり、違法阻却事由があれば例外的に違法性が阻却されるという機能
- 責任推定機能－構成要件に該当する行為は原則として有責であり、責任阻却事由があれば例外的に責任が阻却されるという機能
- 故意規制機能－故意があるというために認識の対象として必要とする客観的事実を示す機能

## 定義
構成要件の定義は、それが提唱されたものから３つに分類されている。構成要件は、例えば、違法や責任のよう直感によって或る程度の理解が得られるものとは異なり、法典や法および条文との関係から理論的に定義されるものである。

### 行為類型説
単なる行為の類型とする説である。構成要件の罪刑法定主義機能を重視し、構成要件を没却的記述的なものであるとする。構成要件は違法推定機能も責任推定機能も有さず、構成要件該当性とは別に違法性と有責性を確定する必要がある。この定義はベーリングにより提唱されたものであり、その実体的意義は、法の規定性への着目である。例えば、他人に権利があるものを無断で所持または処分する行為は、民法上は所有権に関して不法行為が、憲法上はプライバシーに関して基本的人権の侵害が、そして、刑法上は窃盗として規定されるが、この理論における構成要件は、ある行為が各法領域のいずれかに規定されたという規定性を示すものであり、行為の性質を明らかにするものである。この理論が行為論の後に説明されるのはこのためである。

### 違法行為類型説
故意・過失を責任要素であるとの立場から、構成要件を故意・過失を含まない「違法な行為の類型」と定義する見解。結果無価値論の立場から主張される。この見解においては、構成要件の故意規制機能が重視されており、故意の対象として構成要件を想定するため、構成要件概念から故意、過失といった責任要素を除外するのである。この有力説からは、故意または過失により構成要件該当事実を実現することが（違法性阻却事由、責任阻却事由および処罰阻却事由が存在しない限り）可罰的な犯罪事実であることになる。故意犯と過失犯が構成要件のレベルでは区別されないから、その限度では構成要件は犯罪個別化機能を有しない。通説が構成要件と呼んでいるものを犯罪類型と呼び、これが犯罪個別化機能を有することとなる。構成要件は、違法推定機能は有するが、責任推定機能は有しないとするのが一般である。
なお、行為無価値論の立場から、違法行為類型であるが、違法要素としての故意・過失を含むとする説もある。この定義はメツガー等により提唱されたものであり、その実体的意義は、法領域の性質への着目である。例えば、他人に権利があるものを無断で所持または処分する行為は、禁止規範体系の刑罰法規に規定されることで違法性を持ち、ここにおいて、この行為は民法でもなく、憲法でもなく、刑罰法規によって取り扱われるということである。構成要件はこの違法性という法領域の性質により、他の法領域における法律要件と区別される。この理論が行為論の後に説明されることがあるのは、法領域の性質により行為は分別されるからである。

### 違法有責行為類型説
構成要件を「違法かつ有責とされる行為の類型」であると定義する見解で、責任要素としての故意・過失は構成要件要素に含まれることとなる。この場合、構成要件は犯罪ごとに異なることとなるから、構成要件が犯罪個別化機能を有することとなる。また、一般的には、構成要件には違法推定機能と責任推定機能の双方が認められることになる。この定義は小野清一郎により提唱されたものであり、その実体的意義は、条文構造への着目である。例えば、他人に権利があるものを無断で所持または処分する行為が、どのように規律されるかは条文構造によるのであり、この構造の解釈によって、法の適用が行われる。行為における故意または過失が問題とされるのも体系上の条文構造が前提とされるのであり、解釈が行われる前の枠の意味として条文全体が構成要件とよばれる。

## 構成要件の具体的内容
構成要件の要素は、客観的構成要件要素 ( objektives Tatbestandsmerkmal ) と主観的構成要件要素 ( subjektives Tatbestandsmerkmal ) に分けることができる。違法構成要件と責任構成要件に分ける見解もある。

### 客観的構成要件要素
- 行為性：行為性を構成要件外の要件とする少数説もある。
- 実行行為：「実行行為」概念については未遂論や共犯論との関係について議論がある。
- 結果：結果を不要とする構成要件もある。
- 行為と結果の因果関係：結果を不要とする構成要件においては因果関係も不要である。また、詐欺罪など、構成要件によっては特定の因果経過に限定されているものもある。

### 主観的構成要件要素
- 故意または過失：これを構成要件外の要件とする有力説もある。
- 主観的超過要素：
  - 目的犯における目的 - 例・通貨偽造罪の「行使の目的」
  - 傾向犯における主観的傾向 - 例・強制わいせつ罪の性的衝動を満足させる心理的傾向
  - 表現犯における内心的状態 - 例・偽証罪の主観的な記憶に反するという心理状態
  - 領得罪における不法領得の意思
  - 背任罪における図利加害目的
  - 未遂犯における既遂の故意

#### 犯罪の種類と構成要件要素
上記のうち、実行行為と構成要件的故意または構成要件的過失はすべての犯罪について必要であるが、他の要素の要否は犯罪の種類によって異なる。
- 故意犯では、主観的要素としては、構成要件的故意が必要である。

- 過失犯では、主観的要素としては、構成要件的過失が必要である。
  - （すべての犯罪は故意犯か過失犯かのいずれかにあたる。）

- 結果犯では、客観的要素としては、実行行為に加えて結果と因果関係が必要である。
  - 殺人罪（殺人既遂罪）（b:刑法第199条）は、故意犯であり結果犯であり、客観的構成要件要素としては、実行行為（例：ナイフを持って人に襲いかかる）、結果の発生（人の死亡）、因果関係（行為と結果の間の因果関係）が必要であり、主観的構成要件要素としては、構成要件的故意（殺人の故意）が必要である。
  - 過失致傷罪は、過失犯であり結果犯であり、客観的構成要件要素としては、実行行為（例：ナイフが人に刺さる）、結果の発生（人が傷を負う）、因果関係（行為と結果の間の因果関係）が必要であり、主観的構成要件要素としては、構成要件的過失（不注意・注意義務違反）が必要である。

- 挙動犯では、客観的要素としては、結果や因果関係は不要である。
  - 例えば、住居侵入罪は結果や因果関係の概念がなく、挙動犯である。ただし、侵入を企てる実行行為が開始されれば未遂罪が成立し、侵入という実行行為が完了すれば既遂罪となる。
  - 窃盗罪も挙動犯であり、物色行為等で実行行為の着手があり未遂罪となり、他人の財物の占有を取得することで実行行為が完了し既遂罪となる。
  - 暴行罪は、故意犯であり挙動犯であり、客観的構成要件要素としては、実行行為（暴行行為）が必要であり、主観的構成要件要素としては、構成要件的故意（暴行の故意）が必要である。
  - 殺人未遂罪は、結果や因果関係は不要であり、挙動犯に類するともいえる。殺人未遂罪は、客観的構成要件要素としては、実行行為（例：ナイフを持って人に襲いかかる）が必要であり、主観的構成要件要素としては、構成要件的故意（殺人の故意）が必要である。（人が死ぬあるいは人が傷つくという結果の発生は不要）

- 身分犯では、客観的要素として身分が必要である。
  - 業務上過失致傷罪は、過失犯であり結果犯であり身分犯であり、客観的構成要件要素として身分（業務性）が必要である。

- 目的犯では、主観的要素として目的が必要である。
  - 文書偽造罪は、故意犯であり挙動犯であり目的犯であり、主観的構成要件要素として構成要件的故意のほか目的（文書行使の目的）が必要である。

##### 結果的加重犯の構成要件要素
結果的加重犯は、基本犯が実現された後にさらに一定の結果が発生した場合に加重処罰されるものであり、基本犯の要件の他に、一定の重い結果と因果関係（結果的加重犯としての重い結果との因果関係）が必要である。ここでいう因果関係は、前述の客観的構成要件要素の一般論で述べた因果関係とはやや異なる概念の因果関係であることに注意を要する。
- 傷害罪は、暴行罪の結果的加重犯であり、暴行罪の要件と、さらに客観的構成要件要素として、重い結果（傷害）と、（結果的加重犯としての）因果関係が必要である。（ただし、傷害罪が暴行罪の結果的加重犯であることについては、刑法各論で詳細な議論がなされる）

## 日本法における修正された構成要件
原則形態として刑罰法規に規定される犯罪類型の基本的構成要件に、他の規定により修正を加えた形で規定される犯罪類型の構成要件を、修正された構成要件という。
- 共犯（教唆犯・幇助犯） - 単独犯の修正
- 未遂犯（未遂罪） - 既遂犯の修正
- 予備罪 - 既遂犯（実行の着手あり）の修正